# مایا هریس
مایا لاکشمی هریس (متولد ۳۰ ژانویه ۱۹۶۷) وکیل آمریکایی، مدافع سیاست‌های عمومی و مفسر تلویزیون است. او یک تحلیلگر سیاسی برای ام‌اس‌ان‌بی‌سی (یک رسانه خبری در آمریکا و کانادا و این نام ترکیبی از دو نام مایکروسافت نت‌ورک و ان‌بی‌سی است که دو شرکت مایکروسافت و جنرال موتورز سرمایه‌گذار اصلی آن هستند) است و در سال ۲۰۱۵ به عنوان یکی از سه مشاور ارشد سیاست گذاری منصوب شد تا برنامه‌های هیلاری کلینتون برای انتخابات ریاست‌جمهوری سال ۲۰۱۶، رهبری کند. او قبلاً همکار ارشد در مرکز پیشرفت آمریکایی بود. او از سال ۲۰۰۸ تا زمانی که به جایگاه فعلی خود رسید، معاون رئیس‌ برای دموکراسی، حقوق و عدالت در بنیاد فورد بود. وی پیش از پیوستن به بنیاد فورد، به عنوان مدیر اجرایی اتحادیه آزادی‌های مدنی آمریکا (ACLU) در کالیفرنیای شمالی خدمت کرد. پیش از ورود به اتحادیه آزادی‌های مدنی آمریکا، رئیس سابق مدرسه حقوق لینکلن در سن خوزه و یک عضو ارشد در پالیسی لینک بود. او دو نشریه را تألیف کرده‌است که شامل گزارشی از شیوه‌های پلیس سازی محور در سطح کشور و یک دفترچه راهنمایی برای اصلاح پلیس می‌باشد. او همچنین به عنوان رئیس ستاد انتخاباتی خواهرش یعنی کامالا هریس برای مبارزات انتخاباتی ریاست‌جمهوری ۲۰۲۰، تا زمان تعلیق این شرکت خدمت کرده‌است.

## سنین جوانی و تحصیل
هریس متولد شمپین-اوربانا واقع در ایلینوی، منطقه خلیج سان فرانسیسکو و مونترال واقع در کبک بزرگ شد. او دختر شیامالا گوپالان هریس (۱۹۳۸–۲۰۰۹)، محقق سرطان سینه است که در سال ۱۹۶۰ از چنای هند مهاجرت کرد و دونالد هریس، استاد اقتصاد دانشگاه استنفورد از جامائیکا. پدربزرگ مادری وی، پی وی گوپالان یک کارمند دولتی فدرال هند بود. او و خواهر بزرگترش، کامالا، با اعتقاد به ایمان‌های باپتیست و هندو بزرگ شدند. در سن ۸ سالگی، مدیریت ساختمان آپارتمانشان او و خواهرش را ترغیب کرد تا یک حیاط بلااستفاده را به عنوان محلی برای بازی بچه‌ها باز کنند. در ۱۷ سالگی، تنها فرزند خود، مینا هریس را به دنیا آورد. وی مدرک لیسانس هنر خود را از دانشگاه کالیفرنیا، برکلی در سال ۱۹۸۹ دریافت کرد. در آن سال، او در مدرسه حقوق استنفورد ثبت‌نام کرد. وی در حالی که در استنفورد بود، با پروژه حقوق جامعه پالو آلتوی شرقی مشغول فعالیت بود و همزمان به عنوان هماهنگ‌کننده یک کلینیک خشونت خانگی و همچنین به عنوان سرپرست کمیته رهبری دانشجویان فعالیت می‌کرد.

## حرفه
پس از دریافت مدرک جی‌دی از مدرسه حقوق استنفورد ، هریس به عنوان منشی حقوقی قاضی دادگاه ناحیه‌ای ایالات متحده آمریکا، جیمز ور در منطقه شمالی کالیفرنیا خدمت کرد. در سال ۱۹۹۴، هریس به شرکت حقوقی سان فرانسیسکو، دانشگاه تافتس پیوست و در دادرسی مدنی و جنایی مشغول به کار شد. در سال ۱۹۹۷، وکلای جوان کانون وکلای دادگستری، از او با جایزه وکیل جوان سال دبلیو ویلیامز تقدیر کردند. سال بعد، وی به عنوان یکی از بهترین وکلای بالای ۲۰ سال و زیر ۴۰ سال توسط مجله سان فرانسیسکو معرفی شد.
هریس به عنوان استاد حقوق در کالج حقوق دانشگاه کالیفرنیا، سانفرانسیسکو خدمت کرد. او همچنین در مدرسه حقوق دانشگاه نیویورک، کالیفرنیا و مدرسه حقوق لینکلن سن خوزه به تدریس حقوق پیمانکاری پرداخت.

### وکالت

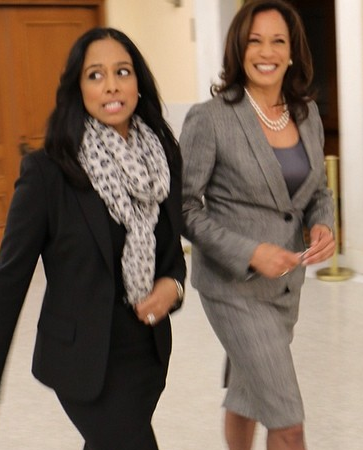

هریس یک عضو ارشد در پالیسی لینک، یک مؤسسه تحقیق و اقدام ملی بود که به پیشبرد عدالت اقتصادی و اجتماعی اختصاص داشت. در این ظرفیت، او کنفرانس‌هایی درمورد روابط پلیس و جامعه ترتیب داد و از اصلاحات در دفاع از پلیس دفاع کرد، او نویسنده راهنمای فعال در اصلاحات پلیس برای تغییر سازماندهی شده‌ است.
هریس به عنوان مدیر اجرایی اتحادیه آزادی‌های مدنی آمریکا در کالیفرنیای شمالی خدمت کرد. در نقش خود به عنوان رئیس بزرگ‌ترین دفتر وابسته اتحادیه آزادی‌های مدنی آمریکا، کار قضایی، روابط رسانه‌ای، لابی‌گری و سازمان‌های مردمی را هماهنگ می‌کرد. اولویت‌های این پروژه از بین بردن نابرابری‌های نژادی در سیستم عدالت کیفری و دستیابی به برابری آموزشی در مدارس دولتی کالیفرنیا است.
هریس نویسنده مقاله تقویت پلیس محور در جامعه پاسخگو است که در سال ۲۰۰۶ نیز در کتاب میثاق با آمریکای سیاه نوشته تیویس اسمایلی منتشر شده‌است.
در سال ۲۰۱۲ هریس معاون رئیس‌ برای دموکراسی، حقوق و عدالت در بنیاد فورد شد. یکی از مسائلی که وی از طریق موقعیت خود به آن پرداخت، مشکل عروسی کودکان زیر سن قانونی است.

## زندگی شخصی

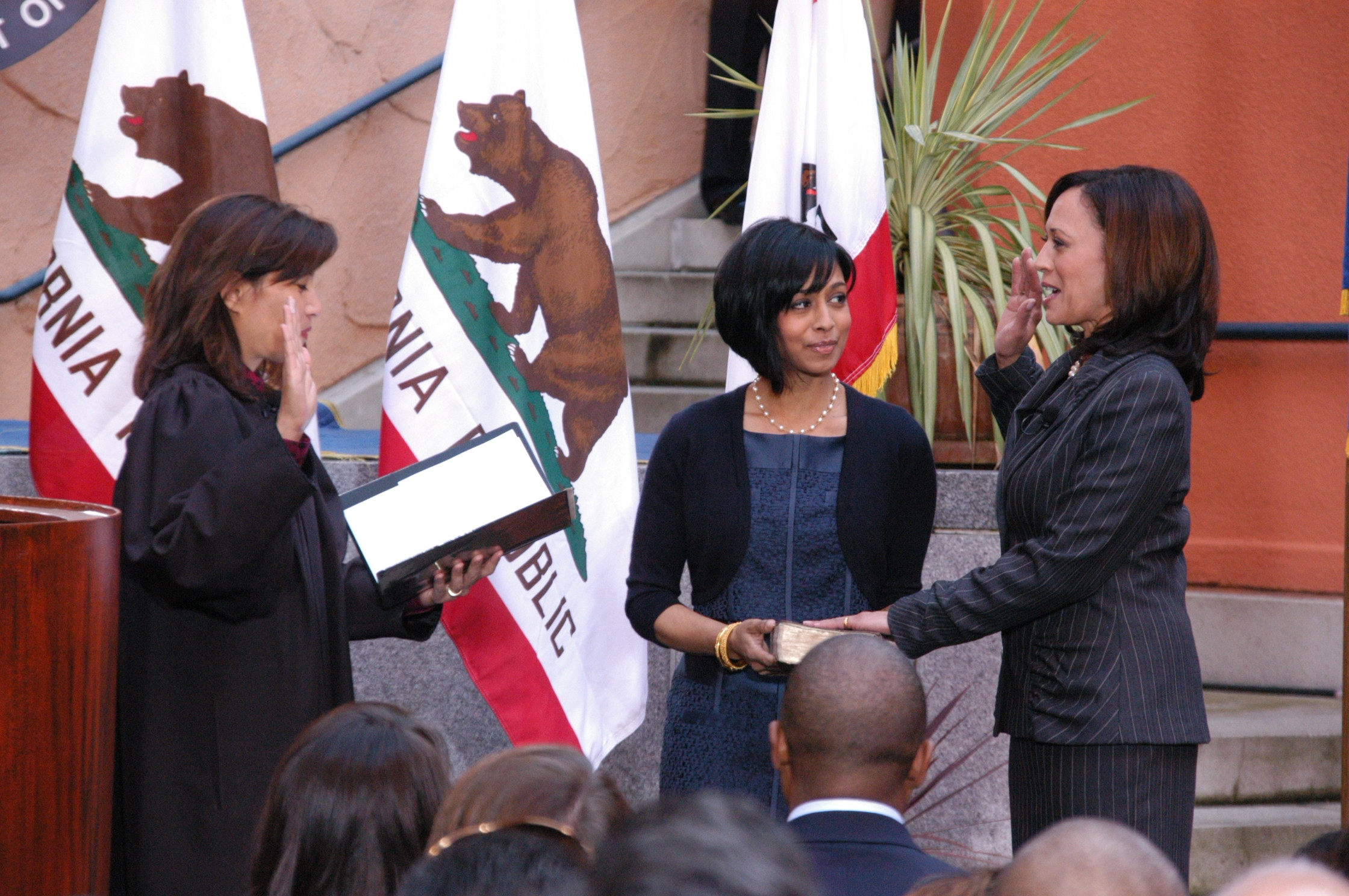
مایا هریس

هریس در ژوئیه سال ۱۹۹۸ با تونی وست ازدواج کرده‌است. مایا و تونی هر دو در سال ۱۹۹۲ در مدرسه حقوق استنفورد حضور داشتند. مایا و تونی با هم دوست شدند اما تا بعد از فارغ‌التحصیلی رابطه‌ای را شروع نکردند. دختر او، مینا هریس در سال ۲۰۰۶ از استنفورد و در سال ۲۰۱۲ از مدرسه حقوق هاروارد  فارغ‌التحصیل شد.